# Świt – Narodowa Koalicja
Świt – Narodowa Koalicja (cz. Úsvit – Národní koalice, Úsvit) – czeska partia polityczna, określana jako ugrupowanie populistyczne. Do 2015 funkcjonowała pod nazwą Świt Demokracji Bezpośredniej (cz. Úsvit přímé demokracie).
Partię w 2013 założył niezależny senator Tomio Okamura, niedoszły kandydat w wyborach prezydenckich. Ugrupowanie wzięło udział w przedterminowych wyborach do Izby Poselskiej. Na jego listach wyborczych znaleźli się m.in. przedstawiciele ugrupowania Sprawy Publiczne. W głosowaniu z 25 i 26 października 2013 partia dostała blisko 6,9% głosów, zdobywając 14 mandatów poselskich.
W 2014 po raz pierwszy partia wystartowała w wyborach europejskich, nie uzyskując żadnych miejsc w Europarlamencie. W styczniu 2015 doszło do konfliktu na tle finansów i przywództwa. W maju tegoż roku Tomio Okamura opuścił Úsvit, zakładając nową partię pod nazwą Wolność i Demokracja Bezpośrednia. W tym samym roku Úsvit dokonał zmiany nazwy, w marcu 2018 ugrupowanie zostało rozwiązane.